# ولایت سمنگان
سَمَنگان یکی از ۳۴ ولایت شمالی افغانستان به مرکزیت شهر ایبک می‌باشد. سمنگان در شمال کوه‌های هندوکش واقع شده‌است و به ۷ ولسوالی تقسیم می‌شود که شامل ۶۷۴ روستا می‌باشد. جمعیت آن مطابق احصائیهٔ سال ۱۳۹۹، حدود ۴۳۰٫۴۸۹ نفر است و ۱۱٫۲۱۸ کیلومتر مربع پهناوری دارد. این ولایت توسط ولایت سرپل از غرب، بلخ از شمال، بغلان از شرق و بامیان از جنوب احاطه شده‌است.

## نام
نام سمنگان، ترکیبی از سمن + گان هست، سمن ظاهراً همان گل هست که حافظ ترکیب سمن بویان رو استفاده کرده و پسوند گان در مناطقی مانند گلپایگان یا حتی شهر گوگان در آذربایجان استفاده شده‌است، پس سمنگان بنظر می‌رسد شهر یا محل گل سمن باشد.
پس سمن همان گل‌های زردگونه مایل به قهوه‌ای خوشبو و معطر می‌باشد که آهو آن را زیاد دوست دارد، این گل در دشت‌ها و مراتع سمنگان زیاد می‌روید. پس معنی سمنگان منطقه گلزار و دارای اسب سمن یا اسب‌های زرد گونه می‌باشد.

## پیشینه
قدامت ولایت سمنگان و شناسایی تاریخ آن به دوره آروس بطلیموس مرتبط است. او که یکی از فرماندهان اسکندر بود، مقر فرمانروایی‌اش در شهر سمنگان قرار داشت. سمنگان در ساحل رودخانه خلم، که جنوب شرقی زری‌اسپه می‌شود، موقعیت داشت. پسان‌تر این دژ توسط ایوکراتید، پادشاه یونانی بلخ وسعت یافت. ویرانه‌های یافت شده در اینجا از تاریخ کهن ولایت سمنگان خبر می‌دهد. پس از بنیان‌گذاری، این شهر به‌نام ادریسی معروف گردید و وسعت آن به بزرگی شهر خلم بود.

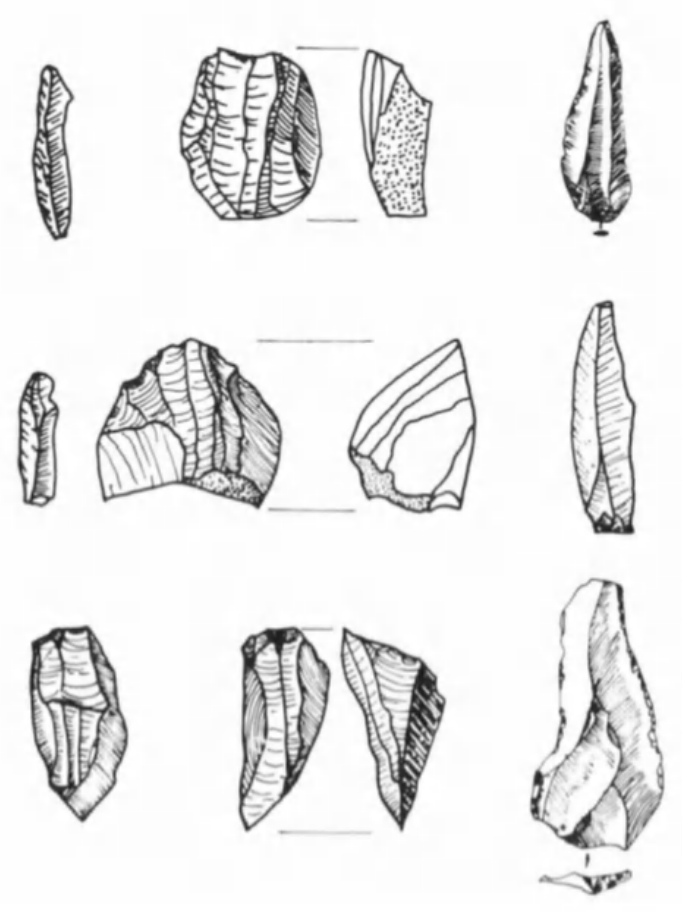
نگارهٔ ۱: ابزارهای سنگی شامل انواع تیغه‌های کوچک، متعلق به دورهٔ پارینه‌سنگی پایانی (۳۰٫۰۰۰ پیش از میلاد) که از قَرَه‌کَمَر در ولایت سمنگان، شمال افغانستان به‌دست آمده‌اند.

زمین‌های کشاورزی با قدمتی ۲۰٫۰۰۰–۳۰٫۰۰۰ پیش از میلاد، که در هزار سُم و در کوهپایه‌های هندوکش یافت شده‌اند، این واقعیت را تأیید می‌کنند که شمال افغانستان یکی از نخستین جایگاه‌های حیوانات و گیاهان خانگی بوده‌است.

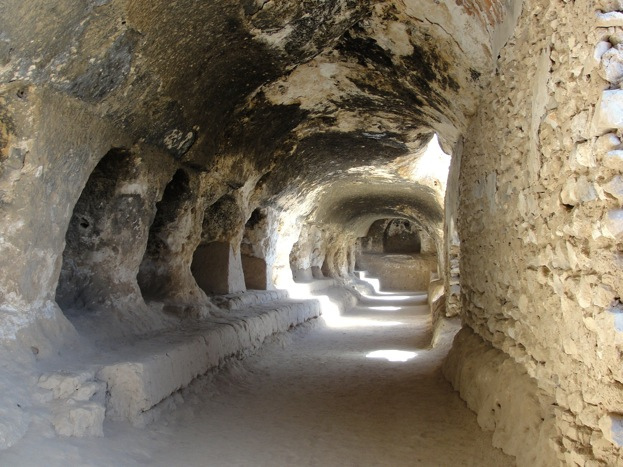
در این دالان استوپای بودایی، پنج غار مشاهده می‌شوند که سلول‌های راهبان بودا برای مراقبه بودند.

تاریخچه شهر سمنگان به زمان امپراتوری کوشانی‌ها در قرون ۴ و ۵ میلادی برمی‌گردد در آن‌زمان این شهر یک مرکز بودایی معروف بود. بقایای این دوره اکنون به‌صورت ویرانه در مکانی به‌نام تخت رستم دیده می‌شود که در بالای تپه‌ای در ۳ کیلومتری شهر ایبک واقع شده‌است. در زمان حمله اعراب سمنگان مرکز مهم مذهب بودایی بود و در دوره اسلامی توقفگاه کاروان‌ها در مسیر جاده ابریشم بود.
افغانستان دارای مکان‌های مختلف باستانی است که در آن از صخره‌ها غارها را تراشیده‌اند و بودایی‌ها در آنها ساکن شده‌اند. "یکی از دیدنی‌ترین مکان‌ها، سایت باستانی تخت رستم، در نزدیکی شهر ایبک، مرکز ولایت سمنگان، در شمال گذرگاه‌های هندوکش است. این سایت شامل یک مجموعه استوپا با صومعه است که از آهک تراشیده شده‌است. غارهای دیگری نیز در نزدیکی جلال‌آباد و غزنی کشف شده‌اند. تخت رستم که در بالای تپه‌ای واقع شده‌است، اولین تحول معماری بودایی در افغانستان را نشان می‌دهد.
ولایت سمنگان در کنترل بازماندگان هفتالی‌ها که تگین شاهان یاد می‌شدند بود، تا اینکه صفاریان موفق شدند در قرن دوم قمری بعد از شکست دادن تگین شاه ولایت سمنگان را تصرف کند. بعد از صفاریان به‌ترتیب در قرن سوم سامانیان، در قرن چهارم فریغونیان، در قرن پنجم غزنویان، در قرن ششم غوریان، در قرن هفتم مغولان و در قرن هشتم تیموریان بر سمنگان حکومت کردند.
بین اوایل قرن نهم و اواسط قرن یازدهم، این ولایت توسط خانات بخارا اداره می‌شد. پس از اینکه مراد بیگ بخارا از احمدشاه درانی شکست خورد طی معاهده صلحی در حدود ۱۱۲۹ یا ۱۷۵۰ مناطق جنوب دریای آمو را به احمدشاه درانی واگذار کرد، به این ترتیب در قرن دوازدهم ولایت سمنگان بخشی از امپراتوری درانی شد. متعاقب آن سلسله بارکزی اداره سمنگان را به‌دست گرفتند. طی سه جنگ افغان و انگلیس نیز به ولایت سمنگان آسیبی نرسید چون مبارزه از شرق و جنوب افغانستان آغاز شده‌بود. سمنگان همین‌طور در آرامش به‌سر می‌برد تا اینکه جنگ اتحاد جماهیر شوروی در افغانستان شروع گردید و چون جنگ از شمال افغانستان آغاز شده‌بود ولایت سمنگان دامنگیر ناآرامی‌های بسیار گردید.

## جغرافیا

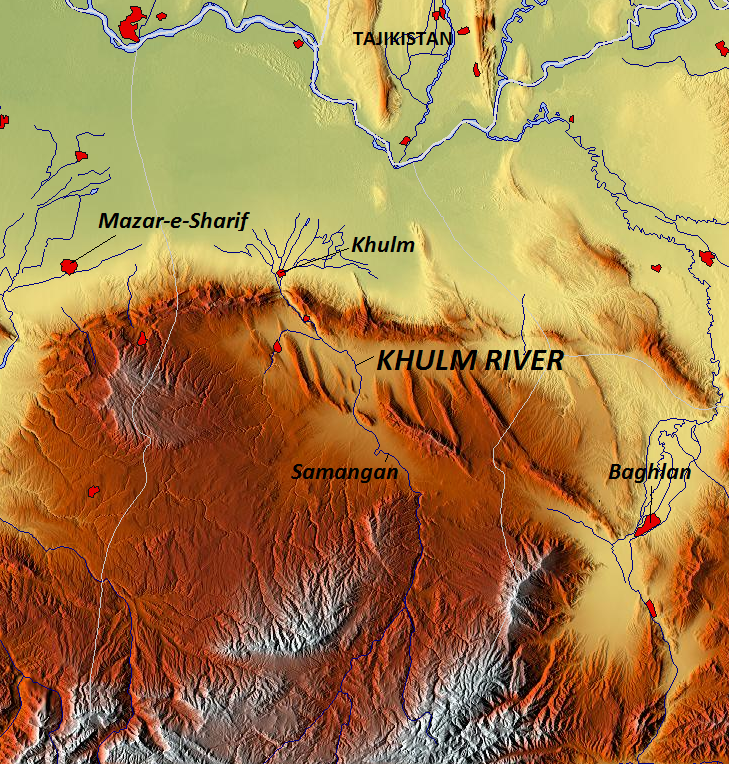
نقشه دهانه رود خلم

سمنگان در شمال افغانستان واقع شده و توسط ولایت بغلان در شرق، بامیان در جنوب، سرپل در جنوب غربی و بلخ در شمال غربی محدود شده‌است. سمنگان منطقه‌ای با مساحت ۱۱۲۱۸ کیلومتر مربع را شامل می‌شود که ۵۹٪ آن را زمین کوهستانی، ۲۱٪ زمین نیمه کوهستانی، ۱۲٪ زمین مسطح، ۴٫۸٪ زمین نیمه‌مسطح و ۲٫۲٪ آن زمین طبقه‌بندی نشده تشکیل می‌دهد.
در بعضی ولسوالی‌های این ولایت تپه‌ها و کوه‌های متمایز و دره‌های سرسبز مشخص می‌شود. حوزه قضایی ولایت در هفت ولسوالی گسترش یافته‌است که پایتخت آن شهر ایبک است. این شهر در حاشیه رودخانه خلم، در دره‌ای که محل اتصال کوه هندوکش و استپ آسیای میانه می‌باشد، واقع شده‌است. این دره دارای زمین‌های کشاورزی بسیار حاصلخیز است؛ بنابراین فقط ۱۲٪ مساحت ولایت را زمین‌های هموار تشکیل داده‌است. شهر ایبک در دره رود خلم و شمال غربی شهر پلخمری واقع شده‌است. که در ۱۹۰ کیلومتری شمال غربی کابل و بهمین فاصله در جنوب شرقی شهر مزارشریف قرار گرفته‌است.
ولایت سمنگان دارای سابقه طولانی زلزله است که منجر به از دست دادن و بی‌خانمان شدن هزاران نفر گردیده‌است. در سال ۱۹۹۸، دو زمین لرزه به بزرگی ۵٫۹ و ۶٫۶ مقیاس ریشتر رخ‌داد و ۶۰۰۰ نفر در مرز با تاجیکستان جان خود را از دست دادند. یک سری زمین لرزه در ۳ مارس ۲۰۰۲ در حوالی ولایت بغلان رخ داد که منجر به کشته شدن هزار نفر شد. در آوریل ۲۰۱۰ نیز در اثر وقوع زمین‌لرزه‌ای به بزرگی ۵٫۷ ریشتر در عمق ۱۰ کیلومتری سمنگان، حداقل ۱۱ نفر کشته و بیش از ۷۰ نفر زخمی شدند. این زلزه به ۳۰۰ خانه آسیب رساند و صدها راس دام را از بین برد و باعث رانش زمین شد که برخی از جاده‌های اصلی را مسدود کرد.
آب‌وهوای این ولایت، در فصل تابستان گرم می‌باشد که به ۲۵ الی ۳۰ درجهٔ سانتی گرید می‌رسد و در فصل زمستان، بین ۵ الی ۱۰ درجه می‌باشد؛ متوسط میزان سالانهٔ بارندگی آن، ۳۰۰ الی ۴۰۰ ملی متر تخمین شده‌است.

## آموزش
تحصیلات هنوز در مرحله رشد نوپا است و از سال ۲۰۰۵ فقط ۱۹٪ جمعیت سمنگان باسواد هستند، سواد در مردان ۲۸٪ و در زنان فقط ۱۰٪ است. در این ولایت ۵۹ مدرسه ابتدایی و متوسطه وجود دارد که ۵۹٫۹۱۵ دانش آموز در آن ثبت نام می‌کنند. با این حال، مسافت طی‌شده تا مدارس متفاوت است.

## اقتصاد
کشاورزی و برخی معادن در مقیاس کوچک صنایع اصلی استان هستند. وضعیت اقتصادی مردم بسیار دشوار است و تقریباً ۱۲٪ خانوارها تأمین نیازهای غذایی برای حفظ آنها را دشوار می‌دانند. این امر منجر به تخصیص کمک‌های غذایی به این استان شده‌است.

### کشاورزی

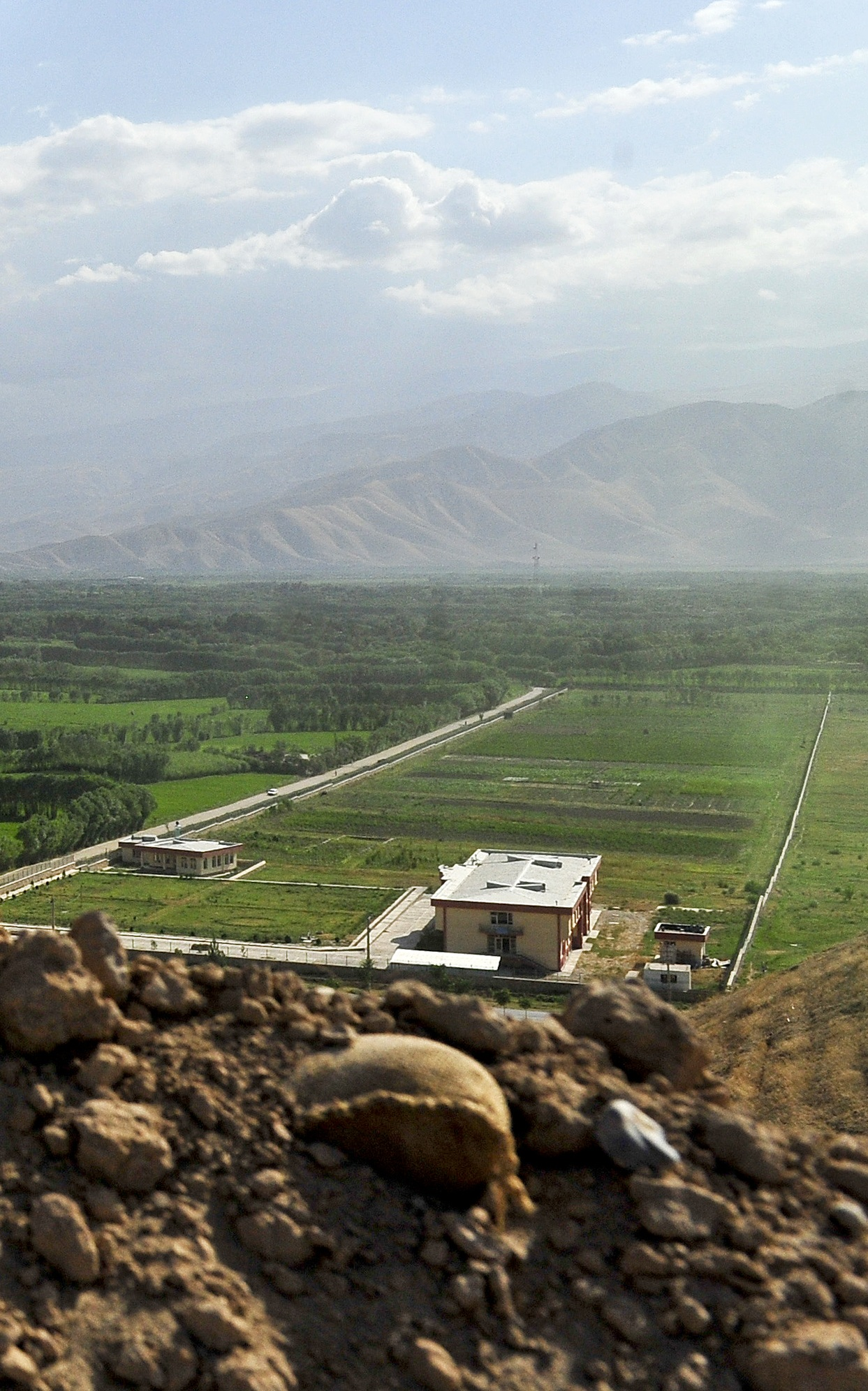
زمین‌های کشاورزی ولایت سمنگان

اقتصاد سمنگان حول کشاورزی می‌چرخد، کشاورزان در ولایت سمنگان در دشت‌های حاصلخیز رودهای منطقه غلات، میوه‌جات و مغزها را کشت می‌کنند. ولایت سمنگان از نظر تولید پسته پس از ولایت بادغیس در شمال غربی کشور مقام دوم تولیدی پسته افغانستان را داراست است. از سال ۲۰۰۵، ۱۰ شرکت کشاورزی در این ولایت فعالیت می‌کردند که ۶۶۵ کشاورز در آن مشغول به کار بودند و ۵۵۳۲ هکتار باغ پسته را کنترل می‌کردند. محصولات اصلی تولید شده پس از پسته، در این ولایت گندم، جو کچالو و کتان است.

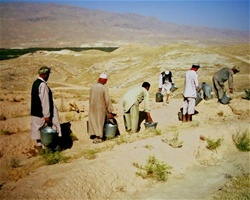
کشاورزان پسته ولایت سمنگان

محصولات میوه‌ای این ولایت انگور، انار و سایر درختان آجیل است. همچنان کنجد، پنبه و توتون هم در چند روستای سمنگان کشت می‌شود مخصوصاً در ولسوالی‌های دره‌صوفی پایین و ایبک. پنبه محصول عمده ولسوالی حضرت سلطان می‌باشد درحالی‌که توتون و تنباکو در سطح وسیعی در ولسوالی روی دو آب تحت کشت می‌باشد. استفاده از کود نیز در بین ۶۰٪ از محصولات زراعی و باغی معمول است.

### دامداری
پرورش اسب همچنین تأمین اقتصادی مردم این ولایت می‌باشد زیرا برای ورزش محبوب بزکشی استفاده می‌شود. بزکشی ورزش سنتی تیمی آسیای. میانه است که با اسب در افغانستان، ازبکستان، تاجیکستان، قرقیزستان، شمال پاکستان و قزاقستان بازی می‌شود.

### آبیاری
تأسیسات آبیاری سمنگان قادر به پوشش ۲۱٫۲۴۲ هکتار زمین کشاورزی، می‌باشد. این تأسیسات، تحت یک پروژه مشترک، توسط سازمان جهانی غذا، برنامه توسعه سازمان‌ملل و دفتر مرکزی نقشه‌برداری افغانستان، راه‌اندازی شده‌است.
- هینگ

سمنگان از جمله ولایاتی است که بیشترین تولیدی هینگ را دارد. بر اساس آمار وزارت زراعت در این ولایت ۱۹ هزار و ۷۰۲ هکتار گیاه هینگ به صورت للمی کشت شده‌است که ۸۹ هکتار زمین دیگر نیز به صورت آبی می‌باشد.

### صنعت
صنایع تقریباً در این ولایت وجود ندارد، بجز صنایع کوچک چرم که پوست قره‌قل تولید می‌کند و چند کارگاه مقیاس کوچک که تولیدی فرش، شال و جواهرات دارند.
در اکتبر ۲۰۱۰، اولین کارخانه ظروف سازی که توسط زنان اداره می‌شد، فعالیت خود را در سمنگان آغاز کرد. این زنان چندین ماه آموزش دیدند و اکنون در دو شیفت کار می‌کنند. طی چند سال گذشته، هزاران زن دیگر در پروژه‌های مختلف مانند خیاطی و قالی‌بافی ولایت سمنگان کار کرده‌اند.

## تقسیمات اداری

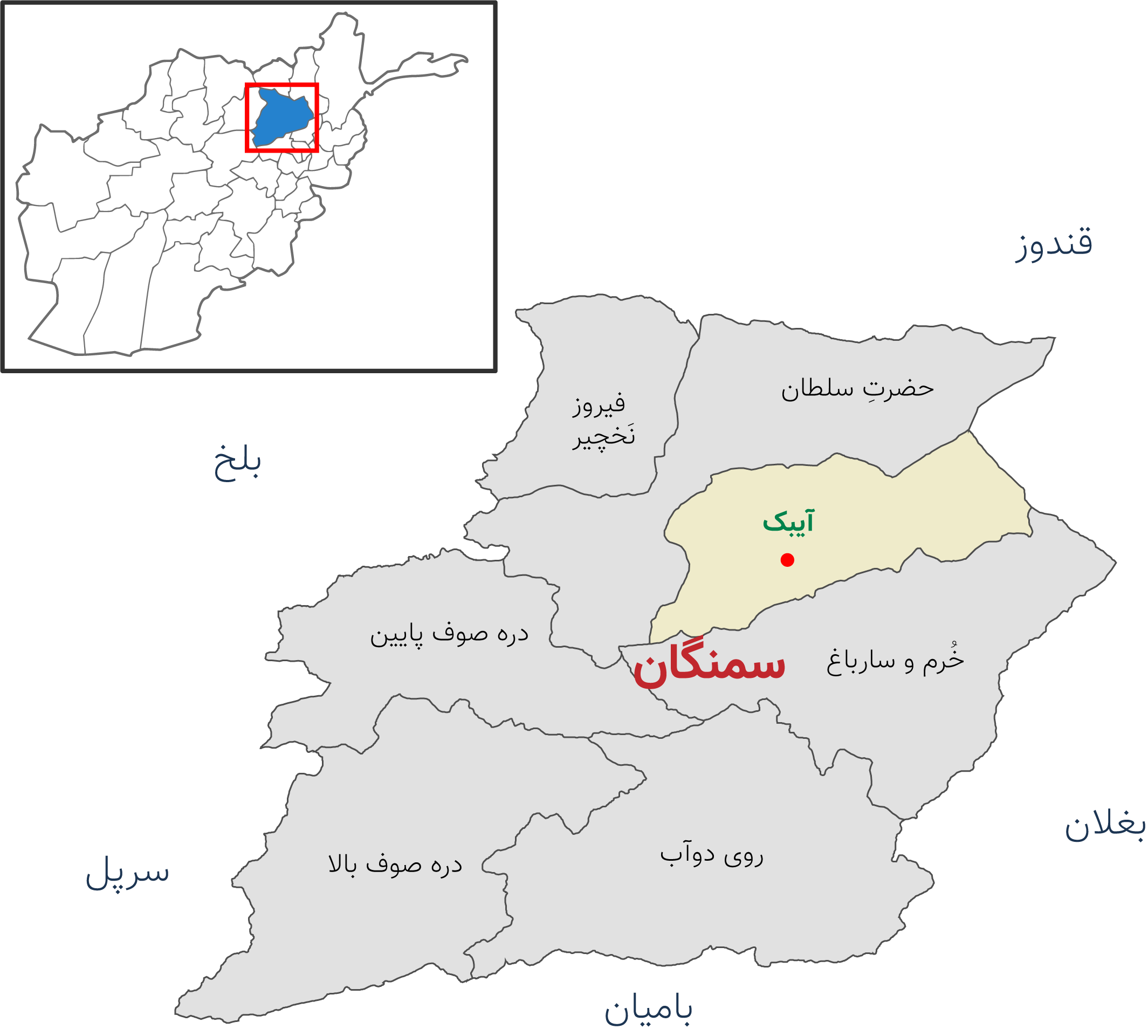
ولسوالی‌های سمنگان